# ピンク・フロイド
ピンク・フロイド（Pink Floyd）は、イングランド出身のロックバンド。「フロイド」と略称されることもある。
プログレッシブ・ロックの先駆者としても知られ、同ジャンルにおける五大バンドの一つとされている。作品の総売上は2億5000万枚以上（2016年時点）、最も売れた音楽家のランキングで第9位、代表作『狂気（原題/英題：The Dark Side of the Moon ）』が全米チャートに741週連続でランクインするなど、ロック界のレジェンドとして世界的名声を誇った。
1995年度「グラミー賞」受賞。1996年、「ロックの殿堂」入り。2005年、「イギリスの音楽の殿堂（en）」入り。2011年、『ローリング・ストーン』選出「歴史上最も偉大な100組のアーティスト」第51位。2018年、『ウォール・ストリート・ジャーナル』選出「史上最も人気のある100のロックバンド」第4位。

## 概要
サイケデリック・ロック、ブルース、フォークなどを織り交ぜたロックに、けだるさと幻想的なサウンドを含む音楽性、大掛かりな仕掛けとスペクタクルによるライブ、現代社会における人間疎外や政治問題をテーマにした文学的・哲学的な歌詞で、世界的に有名なバンドとなった。プログレッシブ・ロックとしても評価を得ている。『狂気（The Dark Side of the Moon）』は5,000万枚、『ザ・ウォール (The Wall)』は3,000万枚、『炎〜あなたがここにいてほしい（Wish You Were Here）』は2,300万枚のセールスを記録し、レコード・CD総売り上げは2億枚（Times of Malta 2015年調べ）から2億5000万枚以上（Sky UK 2015年調べ、Newsweek 2015年調べ）と、商業的にも大成功を収めた。
プログレッシヴ・ロックの代表格として扱われることが多いが、クラシック音楽やジャズをバックグラウンドに卓抜したテクニックを披露する技巧派ではなく、その音楽のもつ浮遊感・倦怠感・幻想的なサウンドは、独自の緊張感と高揚に結びついたものであった。彼らの音楽性は、後進のKLFなどのアーティストにも大きな影響を与えている。

## 歴代メンバー
- デヴィッド・ギルモア (David Gilmour) - ボーカル/ギター。1946年生 - 現在。活動期間：1968-2014年、2022年。[19]
- ニック・メイスン (Nick Mason) - ドラムス。1944年生 - 現在。活動期間：1965-2014年、2022年。[20]
- リチャード・ライト (Richard Wright) - ボーカル/キーボード。1943年生 - 2008年没。活動期間：1965-1979、1987-2008年。
- ロジャー・ウォーターズ (Roger Waters) - ボーカル/ベース。1943年生 - 現在。活動期間：1965-1985、2005年。[21]
- シド・バレット (Syd Barrett) - ボーカル/ギター。1946年生 - 2006年没。活動期間：1965-1968年。[22]

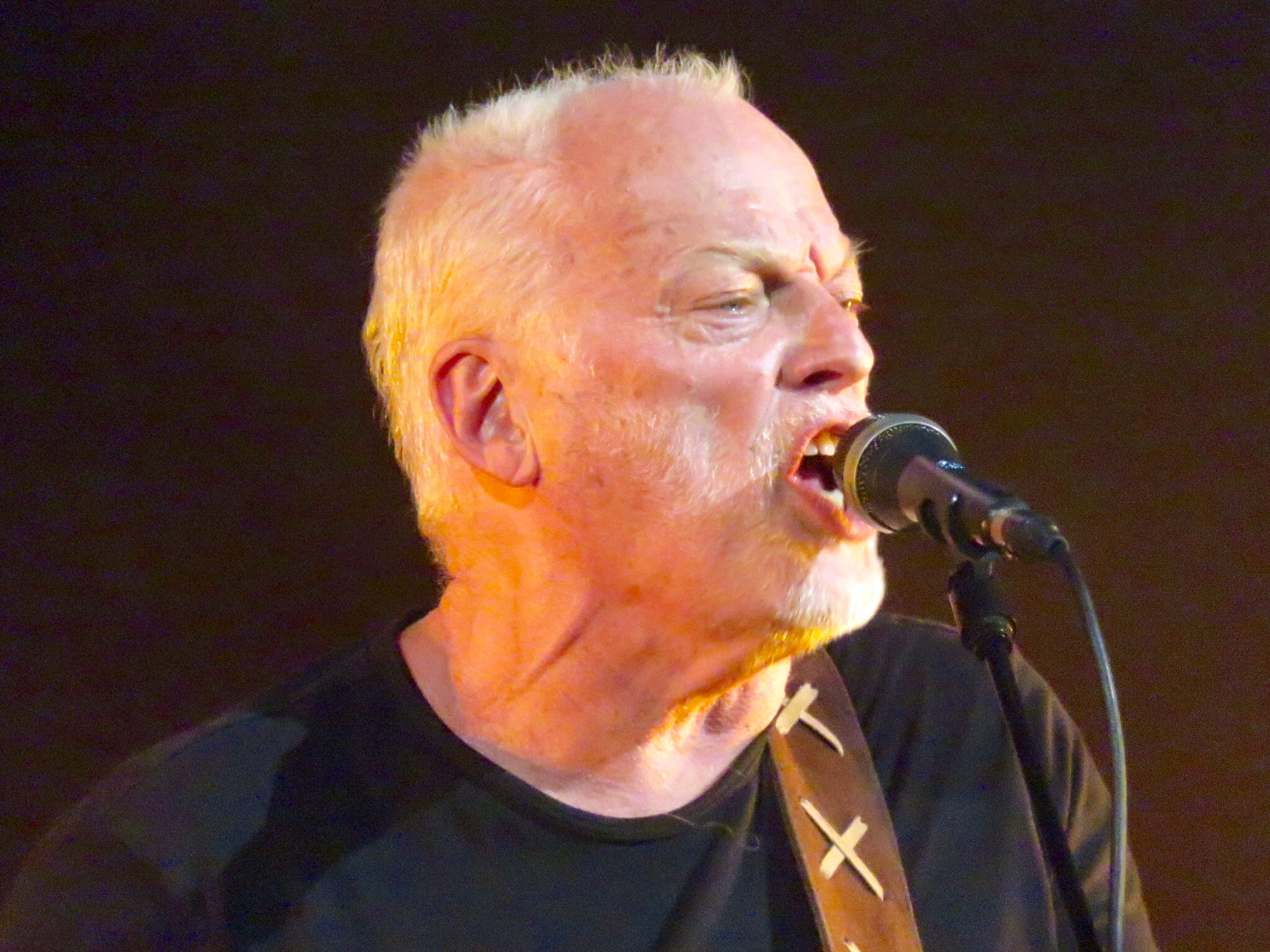
デヴィッド・ギルモア (Vo/G) 2016年
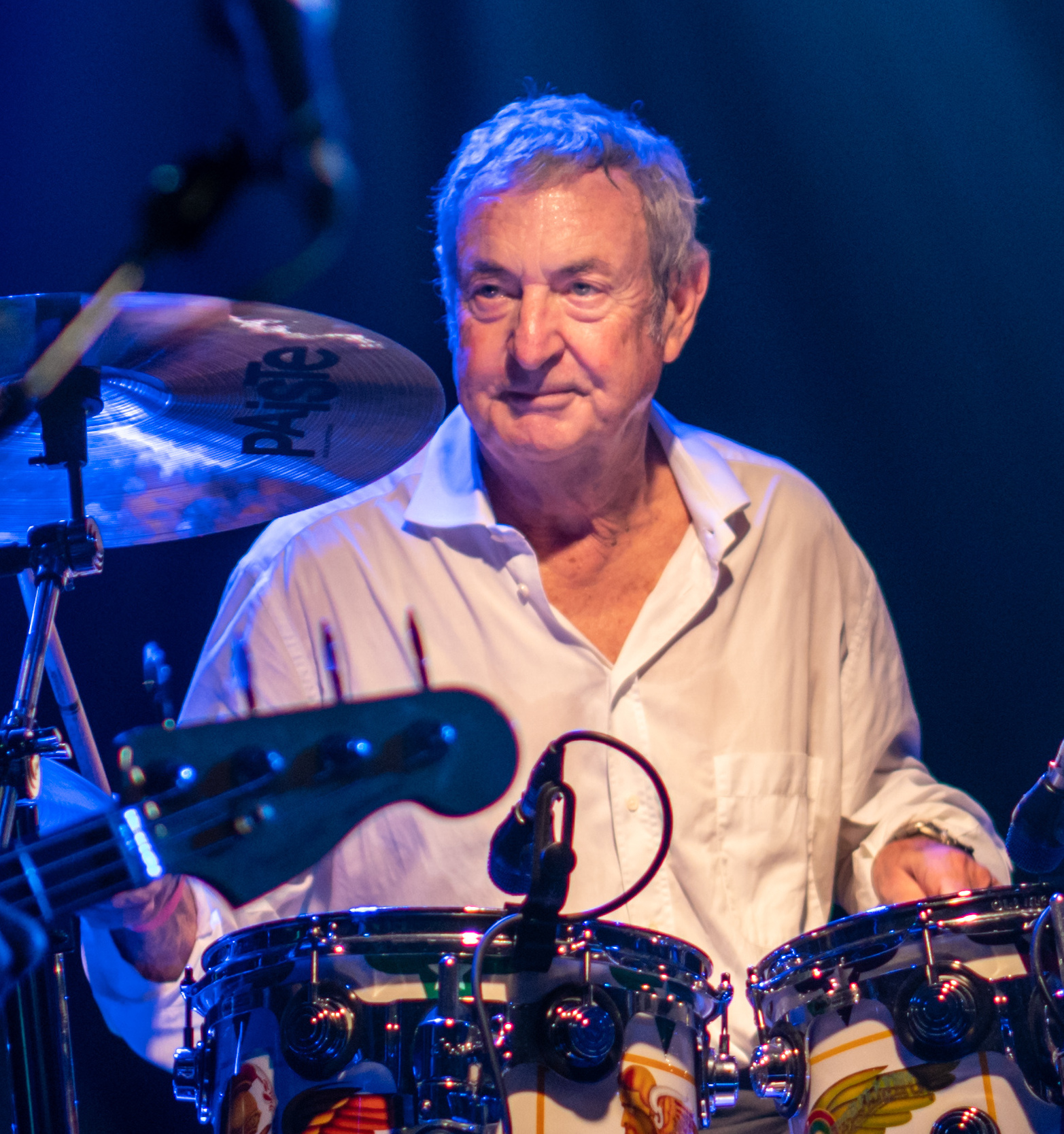
ニック・メイスン (Ds) 2018年
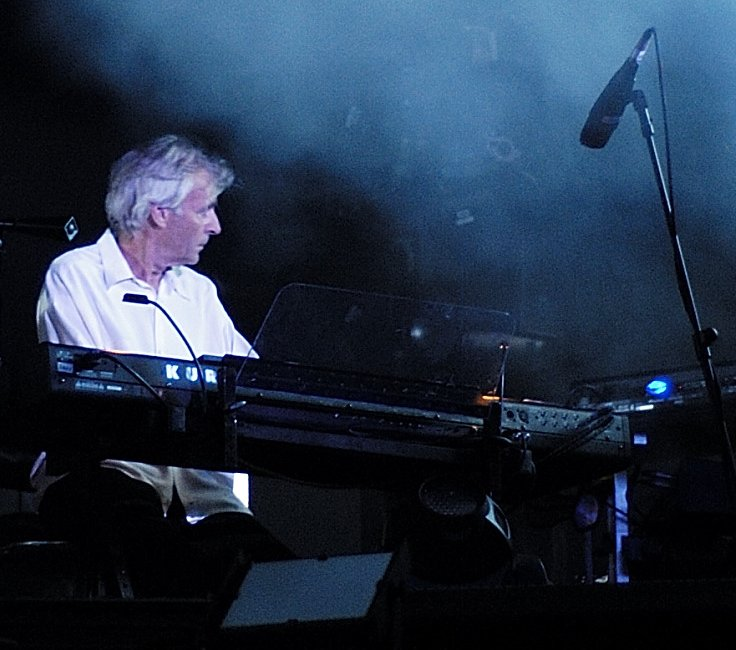
リチャード・ライト (Vo/Key) 2006年
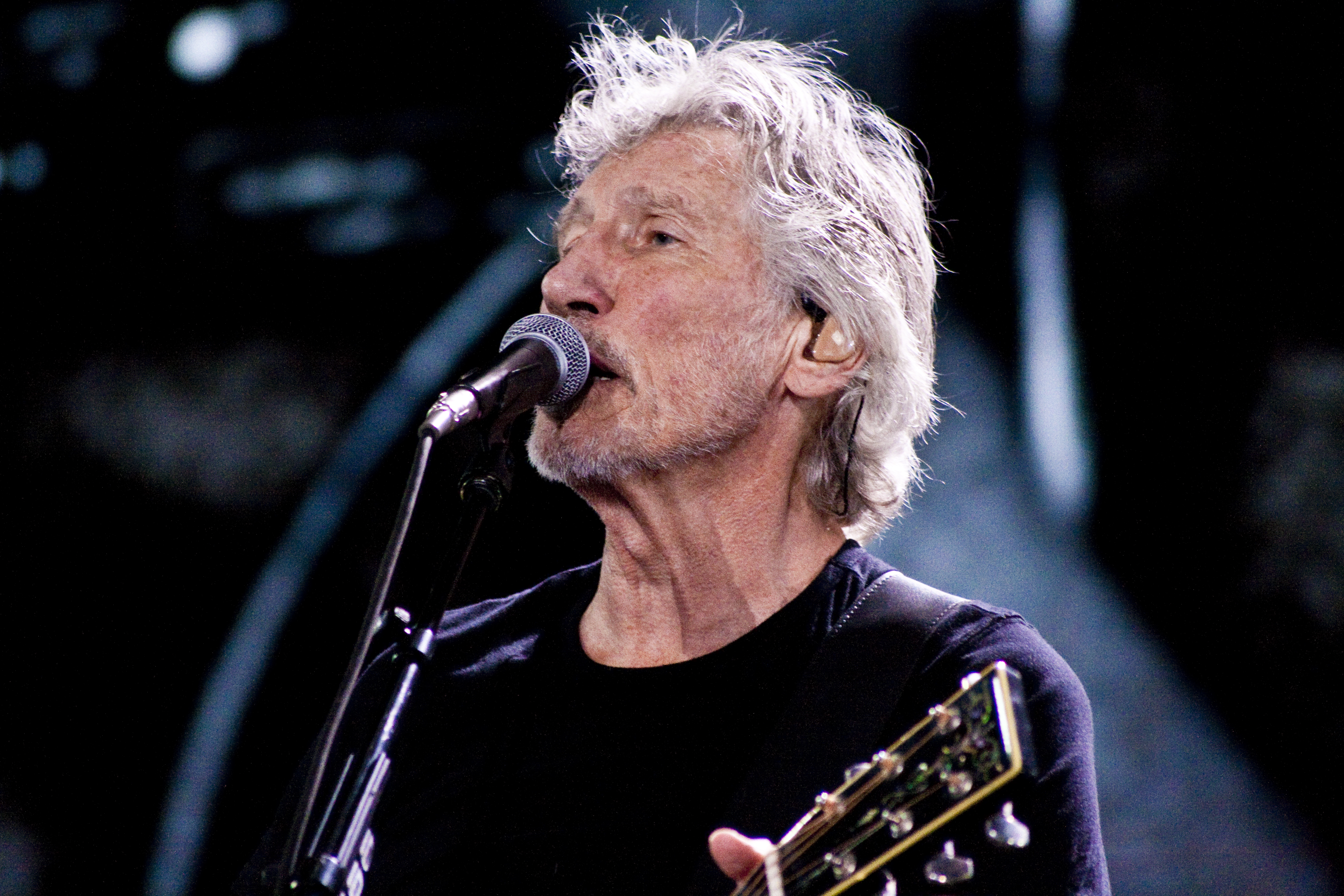
ロジャー・ウォーターズ (Vo/B) 2018年

## 来歴

### 黎明期（1965年 - 1966年）
1965年、リージェント・ストリート建築工芸学校（英：london polytechnic regent street、現・ウェストミンスター・ロー・スクール；Westminster Law School）の同級生であったロジャー・ウォーターズ、リチャード・ライト、ニック・メイスンの3名は、現代音楽に関して論争を交わしたことがきっかけで「シグマ6（Sigma 6）」というバンドを結成した。当初はロジャーがギターを担当し、前述の3人のほかにクライヴ・メットカーフ（ベース）、キース・ノーブルとジュリエット・ゲイル（共にボーカル）がメンバーに加わっていた。その後、バンド名を「メガデス (The Meggadeaths , The Megadeaths ) 」「アブダブス（The Abdabs）」「スクリーミング・アブダブス（The Screaming Abdabs）」「アーキテクチュラル・アブダブス（The Architectural Abdabs）」「レナーズ・ロジャース（Leonard's Lodgers）」「スペクトラム・ファイブ（The Spectrum Five）」などと次々に変えながら活動を続け、一旦「ティー・セット（The Tea Set）」もしくは「Tセット（The T-Set）」に落ち着くが、行き詰まりから活動を休止した。同年後半、ウォーターズ、ライト、メイスンの3人は旧友のシド・バレットとギタリストのボブ・クロース（Bob Klose）を誘い、バンド名を「ピンク・フロイド・サウンド（Pink Floyd Sound）」に改めて再出発を図る。これは、バレットが好んだ2人のピードモント・ブルース・ミュージシャンの名前にちなんだものであった。その2人というのは共にアメリカ人のピンク・アンダーソン（ピンクニー・“ピンク”・アンダーソン）とフロイド・カウンシルで、Pinkney "Pink" Anderson からは"Pinkney"をもじったミドルネーム"Pink"を、Floyd Council からはギブンネーム（en）の"Floyd"を拝借したわけである。
当初はブルースのほかにローリング・ストーンズやザ・フーの曲をコピーして演奏していたが、やがて即興演奏やリキッドライトを導入し、独自の道を歩み出す。純粋なブルースを志向していたボブ・クロースは方向性の違いから同1965年中にバンドを脱退し、代わってバレットがリード・ギターを担当することになる。この頃からバレットは精力的に曲作りを始め、オリジナル曲の演奏が次第に増えていった。こうしてバンドはバレットの感性をグループの軸に据えるようになる。
なお、ボブが脱退した際にバンド名を「ピンク・フロイド・サウンド」から「ピンク・フロイド（Pink Floyd）」へと改名した。バンド名を短くしたのは当時のマネージャーの進言によるものであった。

### 前期：サイケ/実験音楽時代（1967年-1969年）
ピンク・フロイドは、サイケデリック・ロック全盛の時代にクラブUFO（UFOクラブ）といったアンダーグラウンド・シーンで精力的にライヴ活動を展開する。バンドは徐々に認知度と評価を高め、複数のレコード会社による争奪戦の末にEMIと契約を結んだ。
1967年、シド・バレット作のシングル「アーノルド・レーン（Arnold Layne）」でデビューを果たす。歌詞が下着泥棒を示唆するものであったため、ラジオ・ロンドンでは放送禁止に指定されたが、それでも全英20位のヒットとなった。続くセカンド・シングル「シー・エミリー・プレイ（See Emily Play）」（邦題：エミリーはプレイガール）は全英6位のヒットを記録した。
同年、ファースト・アルバム『夜明けの口笛吹き（The Piper at the Gates of Dawn）』をリリースする。このアルバムをレコーディングしていた時、ちょうど隣のスタジオでビートルズが『サージェント・ペパーズ・ロンリー・ハーツ・クラブ・バンド』を制作しており、メンバーはビートルズのレコーディングの様子を見学した。
当初、ピンク・フロイドはバレットのワンマン・バンドであった。しかし、過度のLSD摂取によってバレットの奇行が目立ち始め、バンド活動に支障をきたし始める。翌1968年には、彼の役割を補う形でデヴィッド・ギルモアが加入し、一時的にフロイドは5人編成となる。バレットはライヴには参加せず、曲作りに専念してもらおうとの目論見であったが、それすら不可能となるほどバレットは重症であった。同1968年の「夢に消えるジュリア（Julia Dream）」はシングルB面に収められたが、人気の一曲である。同曲はロジャー・ウォーターズの作曲である。
バレットは結局、同1968年3月にバンドを脱退した。これによりフロイドは、ウォーターズ、ライト、メイスン、ギルモアの4人で再スタートすることになった。バレット脱退後、当初はシングル向けの楽曲も数曲作ったが、バンドは方針を転換してサイケデリック・ロックから脱却し、より独創性の高い音楽を目指すようになる。また、シングルもイギリスでは1968年発表の「It Would be So Nice」（ライト作）以降はリリースしなくなった。彼らはそれまでの直感的な即興音楽ではなく、建築学校出身の強みを生かした楽曲構成力に磨きをかけていった。こうして発表された同1968年のセカンド・アルバム『神秘（A Saucerful of Secrets）』は、約12分のインストゥルメンタル曲であるタイトル曲「神秘（A Saucerful of Secrets）」を収録している。
この頃バンドはテレビ映画などのサウンドトラックも担当していた。スタンリー・キューブリックがこの年（1968年）に発表した映画『2001年宇宙の旅』では、フロイドに音楽制作の依頼が来ていたという話が伝わっている。明くる1969年に発表された『モア（More）』は、バルベ・シュローダー監督の映画『モア』（主演：ミムジー・ファーマー）のサウンドトラックとして制作された。映画はドラッグに溺れるヒッピーの男女の物語であった。
同1969年発表のアルバム『ウマグマ（Ummagumma）』は、ライブとスタジオ・レコーディングで構成された2枚組であった。当時バンドは精力的にライブ活動を繰り広げており、そのライブ・パフォーマンスの一端が窺える。スタジオアルバムはバンドメンバー4人のソロ作品である。当時バンドはライブで『The Man/The Journey』なる組曲を演奏しているが、この組曲は既に発表されている曲を組み合わせたものであり、『ウマグマ』収録のスタジオ・テイクの一部も組み込まれている。この年には、ミケランジェロ・アントニオーニ監督の映画『砂丘 (映画)』の音楽も手がけている。

### 中期：プログレ時代：『狂気』『ザ・ウォール』の成功（1970年 - 1980年）

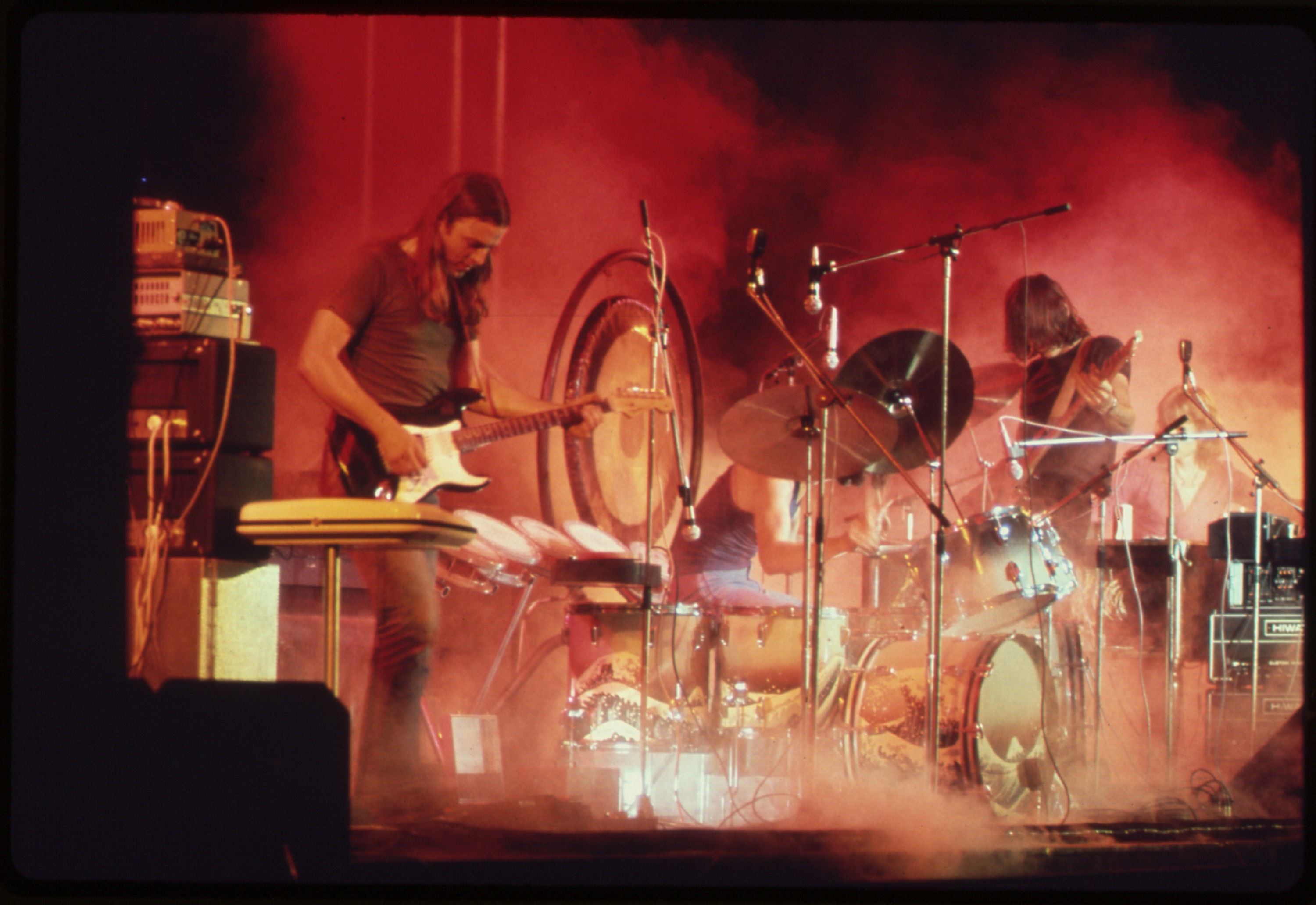
1970年のライブ

1970年には『原子心母（Atom Heart Mother）』を発表。本作は全英1位を記録し、批評家筋からも絶賛されるなど音楽的・商業的に成功を収める。タイトル曲は収録に前衛音楽家のロン・ギーシンを招き、オーケストラ（正確にはブラスアンサンブルにチェロを加えた編成）を全面的に取り入れた23分にわたるロック・シンフォニーである。本作以降、フロイドはプログレッシヴ・ロックを代表するバンドとして認知されるようになる。
続く1971年発表の『おせっかい（Meddle）』は、セールス面では前作『原子心母』に及ばなかったが、バンドが音楽的に大きく飛躍するきっかけとなった作品である。23分を超える大作「エコーズ（Echoes）」が収録されている。バンドはこの「エコーズ」の誕生をもって「初めてバンドがクリエイティビティを獲得した」と認識している。同年8月には初来日し、音楽フェスティバル「箱根アフロディーテ」などでコンサートを披露した。司会は糸居五郎と亀淵昭信であった。
同1971年11月に『おせっかい』ツアーが終了すると、バンドは次のアルバム制作に取り掛かった。制作に先立ち、ウォーターズは新作のアルバムのテーマとして「人間の内面に潜む狂気」を描くことを提案する。バンドはこのアイデアを元に組曲を作り上げ、それは翌1972年1月のコンサートから「A Piece for Assorted Lunatics」というタイトルで披露された。これがのちに大ヒットアルバムとなる『狂気（The Dark Side of The Moon）』である。バンドは同年同月からイギリスを皮切りにコンサート・ツアーを開始、同年3月には2回目の来日を果たしている。こちらでも『狂気』の組曲が披露された。
バンドは『狂気』制作と並行して、同年2月下旬から再びバーベッド・シュローダー監督の映画『La Vallée』のサウンドトラックも担当。フランスに赴き、約2週間で『雲の影（Obscured by Clouds）』を完成させた。こちらは全米46位を記録し、ウォーターズ作の「フリー・フォア（Free Four）」がシングル・カットされている。

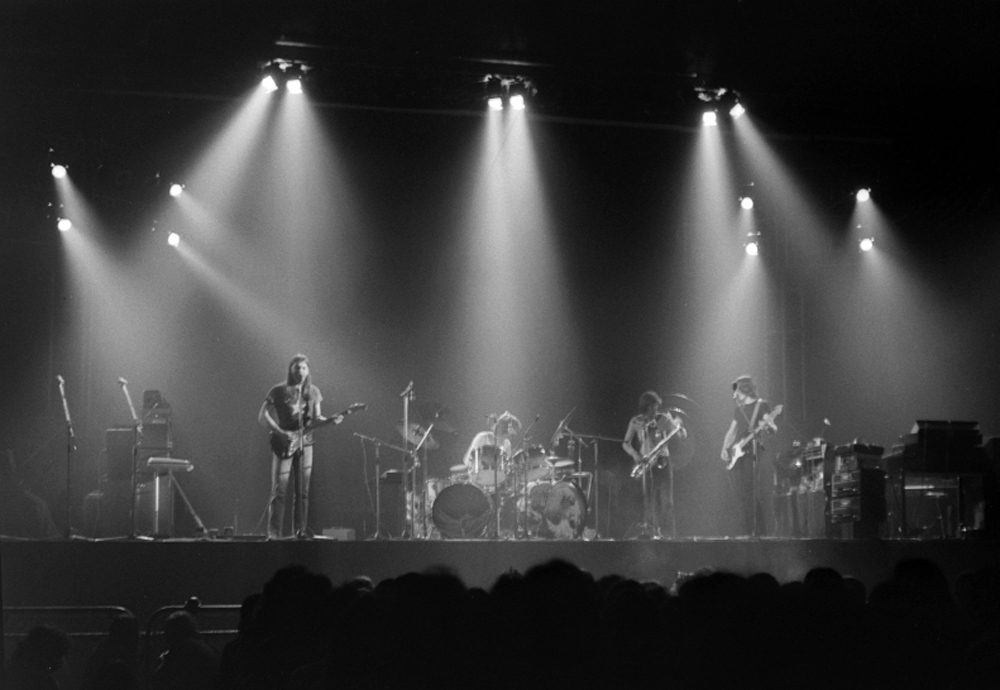
アルバム『狂気』ツアー (1973年5月)

明くる1973年3月、コンセプト・アルバム『狂気（The Dark Side of the Moon）』を発表。本作はウォーターズが歌詞を全面的に担当した初めての作品となった。また、フロイドのアルバムに歌詞が掲載されたのはこの『狂気』が初めてであった。発売と同時に、シングル・ヒットした「マネー（Money）」とともに初の全米1位を記録するなど全世界で大ヒットを記録、音楽的にも商業的にも大成功を収める。こうして、ピンク・フロイドは一躍スターダムにのし上がった。その後、『狂気』はビルボードアルバムTOP100に741週間（約15年間）に亘ってランクインし続けることになるが、この記録は現在（※2022年上半期時点）も破られていない。
これ以後、フロイドを取り巻く環境は一変する。コンサートの観客数は大幅に増え、客層も変わっていった。このことはバンドのメンバー、特にウォーターズを大いに苛立たせることになり、この年のコンサートツアーを終えるとバンドは長期休暇に入った。
1974年に入り、バンドは『狂気』に続くアルバムのレコーディングを開始する。当初は、楽器を一切使わずにワイングラスや輪ゴムなどの日用品を使って演奏する組曲「Household Objects」の制作を試みたが、結局は断念した。
その後、同年6月にフランス、11月にイギリスでコンサートツアーを行った。新曲「Shine on You Crazy Diamond」「You've Gotta be Crazy」「Raving and Drooling」などが披露され、次のアルバムではこの3曲を収録することが決まりかけていたが、これらの新曲を披露したコンサートを収録した海賊盤『British Winter tour』なるアルバムが大いに売れてしまったため、「You've Gotta be Crazy」と「Raving and Drooling」の収録は見送られた。この2曲は、のちのアルバム『アニマルズ』にタイトルが変更されたうえで収録されている。
新たなアルバム作りは困難を極めた。『狂気』の成功で注目を集めたことによる重圧、『狂気』でやりたいことをやり尽くしたという満足感、そして、メンバーの個人的問題などが原因であった。ウォーターズとメイスンがそれぞれ離婚の危機を抱えていたのである。

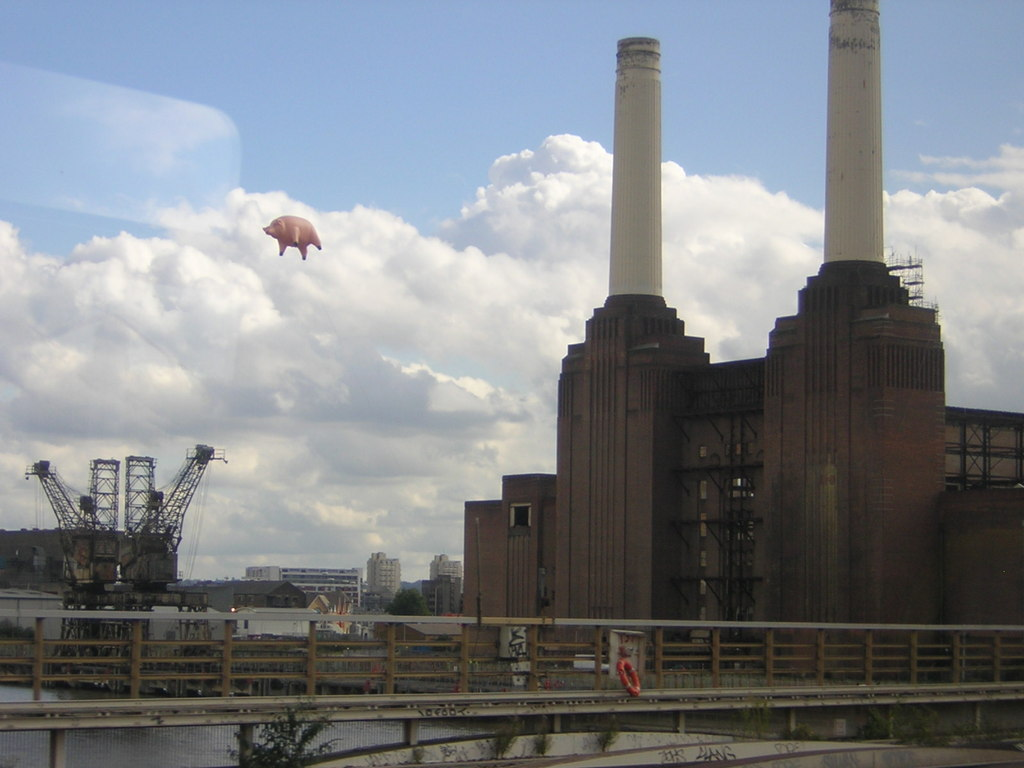
2011年に再現された、『アニマルズ』のアートワーク
巨大な煙突が目立つ廃発電所の煉瓦ゴシック建築と上空に浮かぶ豚の形のゴム風船が印象的である。アルバム『アニマルズ』では、バタシー発電所と空飛ぶ豚の画像や映像がディスクジャケットからテレビドラマにまで幅広く使われた。プロデュースしたアーティストはフロイド御用達のヒプノシス。ただし、「ピンク・フロイド・ピッグ」と呼ばれることになるこの「空飛ぶ豚」はウォーターズによる発案である。

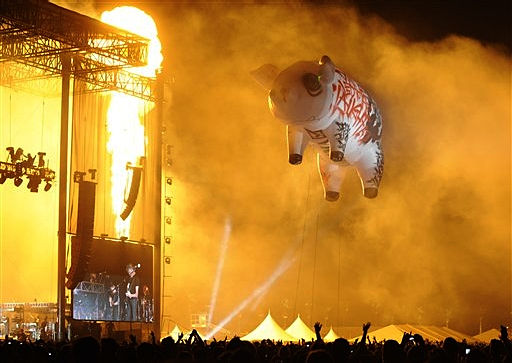
ピンク・フロイド・ピッグ
『アニマルズ』のアートワークの一環として誕生したこの「空飛ぶ豚」はバンド独自のキャラクターとして定着し、ライブで使われ続けることになった。発案したウォーターズはソロ活動でも使用している。画像はコーチェラ2008でのウォーターズのライブに登場した巨大なピッグ。

1975年、難産の末の2年ぶりの新作となる『炎〜あなたがここにいてほしい（Wish You Were Here）』を発表。大ヒットアルバム『狂気』に続く作品ということで注目されたが、セールス面では伸び悩んだ。それでも最終的には全米・全英ともに1位を記録した。これ以後、フロイドが発表するスタジオ・アルバムはいずれも大がかりなコンセプト・アルバムの体裁をとるようになる。1970年後半にはパンク・ロック勢が登場し、ピンク・フロイド、レッド・ツェッペリン、クイーンなどは「オールド・ウェーヴ」「ダイナソー（化石）・ロック」として激しく非難された。
バンドは次第にロジャー・ウォーターズのイニシアティブが強くなってゆく。1977年発表の『アニマルズ（Animals）』はコンセプトアルバムであるが、全5曲中4曲がウォーターズ単独の書き下ろしであり、ウォーターズがリード・ボーカルを担当した。サウンド面でもそれまでの幻想的な音創りは影を潜め、分かりやすいロック・サウンドになっていた。ウォーターズは中流階級出身であるが、左派的思想の持主で、彼の歌詞には独特の社会風刺がよく表れている。『アニマルズ』の歌詞、そして、のちのアルバム『ザ・ウォール』の歌詞には、彼の思想が存分に投影されている。
なお、ヒプノシスがプロデュースする『アニマルズ』のアートワークについては、バタシー発電所と豚の形のゴム風船の話が欠かせない。テムズ河畔にある旧バタシー発電所のブリックゴシック（煉瓦ゴシック/レンガゴシック）の建築物は、『アニマルズ』に採り上げられたことで世界的知名度を挙げ、観光地化するだけでなく、音楽関係者ばかりではない他分野のクリエーターにイメージやロケ地という形で利用されるようになった。後述する豚形のゴム風船の表現力と相まって『アニマルズ』のアートワークはパロディも数多く作られている。
また、ウォーターズは「空飛ぶ豚」を表した巨大なゴム風船を発案し、これがヒプノシスのアートワークに組み込まれた。オーストラリアの芸術家がデザインし、ドイツのバローン・ファブリーク社 (en, cf.) が作った豚形の巨大なゴム風船は、これを機にバンド独自のキャラクター「ピンク・フロイド・ピッグ（Pink Floyd pigs）」として定着し、ライブで使われ続けることになった。これらについては右の画像（■、■）も参照のこと。
『アニマルズ』発表後のツアー「Pink Floyd : In The Flesh」はヨーロッパと北アメリカを跨ぎ、当時のフロイドでは最大級のコンサート・ツアーとなった。このツアーの最終日である7月6日のカナダ・モントリオール公演で、ウォーターズは前列で大騒ぎしていた観客に激怒し、演奏途中で唾を吐き掛けるという行為に及んだ。自らのこの行為が発想の引き金となって、コンサート終了後、ウォーターズは次のアルバム制作に没頭する。一方、他のメンバーはそれぞれにソロ活動を開始し、デヴィッド・ギルモアは1978年に『デヴィッド・ギルモア（David Gilmour）』を発表してヒットを記録する。
1979年11月、2枚組アルバム『ザ・ウォール（The Wall）』を発表。シングル「アナザー・ブリック・イン・ザ・ウォール（パート2）（Another Brick in the Wall (PartII)）」とともに大ヒットを記録した。シングルにはディスコの影響が見られた。2枚組全26曲のうち、数曲を除きウォーターズが単独で作詞・作曲を行っている。共同プロデューサーとしてアリス・クーパーのプロデュースなどで知られるボブ・エズリンが招かれ、アルバムのレコーディングには多数のセッション・ミュージシャンが招かれている。
バンド内ではウォーターズの独裁化が進み、『ザ・ウォール』のセッション途中でウォーターズがリチャード・ライトを解雇するなど、メンバー間の亀裂は深くなる一方であった。ライトは1980年から翌1981年にかけて行われたツアーにサポート・メンバーとして参加したが、すでに正式なメンバーでなくなっていたため、同ツアーで発生した莫大な赤字に対する支払いを被らずに済んだ。
『ザ・ウォール』ツアーでは、演奏途中から観客席と舞台の間に実際に巨大な壁（※鉄筋コンクリート造の白い壁になぞらえた大道具的舞台装置）を構築し、それがクロージング・ナンバー「Outside The Wall」の直前で完全に崩れ去るという大規模な演出で話題を呼んだ。ただし、あまりにも大規模で経費と手間が掛かりすぎ、実際にこの演出が行われたのは全世界で4都市のみの公演に留まった。その一方で、アルバムのコンセプトを具現化した映画『ピンク・フロイド ザ・ウォール』がアラン・パーカー監督の下で製作され、1981年に公開された。

### 後期：バンドの減退期（1981年 - 1985年）
1983年発表の『ファイナル・カット（The Final Cut）』は、"A Requiem For The Post War Dream by Roger Waters"（ロジャー・ウォーターズによる戦後の夢へのレクイエム）というサブタイトルからうかがえるように、ピンク・フロイド名義ではあるが実質的にはウォーターズのソロ作品である。ウォーターズ以外のメンバーであるデヴィッド・ギルモアとニック・メイスンはレコーディング・セッションではウォーターズに乞われたときにしか動かないという状態であった。
当初『ファイナル・カット』に伴うコンサート・ツアーも行う予定であったが、ウォーターズがこれを中止させた。このためピンク・フロイドは活動停止状態となり、メンバーはそれぞれのソロ活動を行うことになる。すでに脱退していたライトもソロ・プロジェクトを立ち上げた。
1984年、ギルモアは『狂気のプロフィール（About Face）』を、ウォーターズは『ヒッチハイクの賛否両論（The Pros and Cons of Hitch Hiking）』を発表し、アルバムに伴うコンサートツアーも行った。しかし、両者のアルバムの売り上げ並びにコンサートの観客動員は芳しいものではなく、空席の目立つ観客席を前に演奏することが多かった。ギルモアのコンサートはわずかに黒字を確保したが、ウォーターズは（エリック・クラプトンという大物が居たにも拘わらず）チケットを売り切ることが全く出来ず、大幅な損失を被ってしまった。
1985年6月、ウォーターズはマネージャーであるスティーブ・オラークとの契約を破棄しようとした。しかし、オラークはウォーターズの意に反し、引き続きピンク・フロイドの仕事を続けたため、ウォーターズはギルモアとメイスンの同意を取り付けようとするが両者は拒否、結局ウォーターズは同年12月に「ピンク・フロイドは創造性を使い切った」との理由でバンドを脱退した。ウォーターズにとっては、ピンク・フロイドはもはやその存在価値を無くしていた。ウォーターズは、リーダーである自分が脱退することでバンドの解散を意図していたが、ギルモアはフロイドの活動継続を決めた。
ウォーターズは脱退後、映画『風が吹くとき』のサウンドトラックを担当した。これはウォーターズ自身のアルバム制作のためのヒントとなり、1984年の『ヒッチハイクの賛否両論』に続くソロ・アルバムの制作につながった。ウォーターズはプロデュースをボブ・エズリンに依頼したが、エズリンはギルモア主導のピンク・フロイドの新作プロデュースのためにこのオファーを断り、ウォーターズの怒りを買った。

### 新生ピンク・フロイド（1986年 - 2004年）
ギルモアはメイスンと共にピンク・フロイドの「解散」に強く反対してグループの存続を主張しており、ウォーターズの脱退を受け、自ら指揮を執って新生ピンク・フロイドを立ち上げた。ギルモアは多数の外部ミュージシャンを招聘してアルバム制作に取り掛かった。ウォーターズはこのピンク・フロイドの活動継続に激怒して訴訟を起こす。ギルモアは訴訟への対応を余儀なくされたが、『ザ・ウォール』に関する権利をウォーターズに譲ること、ステージでの「豚」のオブジェクトの使用禁止、楽曲使用に伴う収入の20パーセント強をウォーターズに支払うことなどを条件に両者は和解した。この両者の対立はマスコミやファンの注目の的となり、「ローリング・ストーン」誌のピンク・フロイド特集号はその年の同誌の売り上げナンバー・ワンとなった。

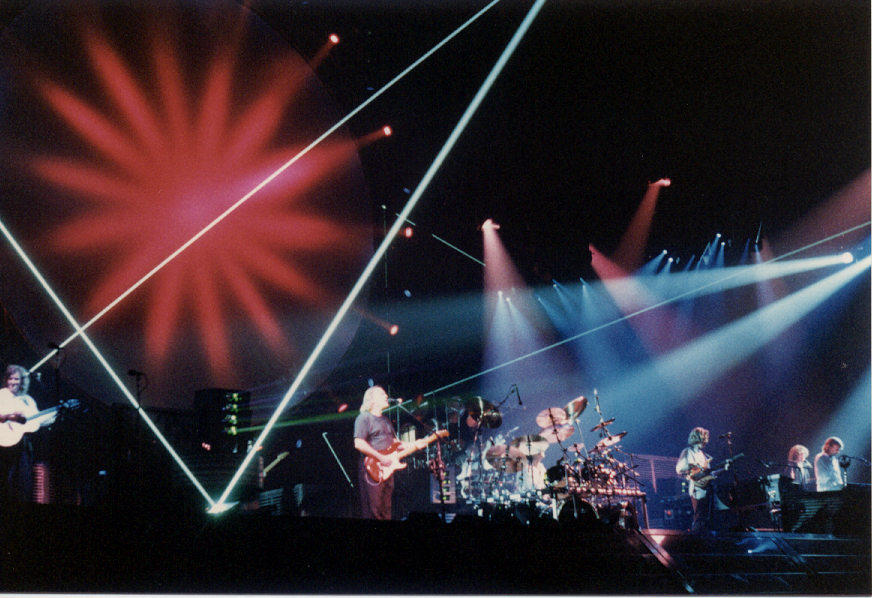
アルバム『鬱』ツアー（1989年）

新生ピンク・フロイドは1987年に『鬱（A Momentary Lapse of Reason）』を発表、大掛かりなツアーを敢行してピンク・フロイドの復活を印象付けた。ウォーターズも同年にソロアルバム『RADIO K.A.O.S.』を発表した。ウォーターズは『鬱』並びに新生フロイドを「フロイドの真似事をしただけのニセモノ」と手厳しく非難した。両者は同時期にアルバムを発売し、アメリカ・ツアーではいくつかの都市で両者がバッティングすることもあったが、観客動員や注目度ではフロイドの圧勝に終わっている。
フロイドのコンサートは各地でソールド・アウトを記録して多数の追加公演が組まれ、1989年まで続く長丁場となった。1988年には3度目の来日公演も果たしている。
ウォーターズは、1990年にベルリンの壁が崩壊したのを受けて『ザ・ウォール』の再現コンサートをベルリンで行うことになった。こちらにも多数のミュージシャンが集まっての一大イベントとなった。これは評判を呼び、『ザ・ウォール〜ライブ・イン・ベルリン（The Wall - Live in Berlin）』としてライブ盤とビデオが発売されている。
1992年、ウォーターズはソロアルバム『死滅遊戯（Amused to Death）』を発表する。これはウォーターズ得意のコンセプト・アルバムであり、批評家からも高い評価を受けたもののセールス面ではゴールド・ディスクにとどまる。当時「200万枚売れたらツアーをやる」と公言していたが、結局このときは実現しなかった。

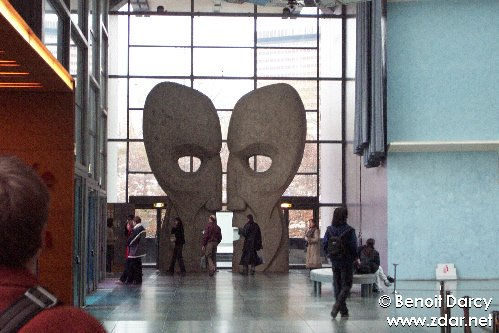
『対/TSUI』のオブジェ
ディスクジャケットに描かれている一対の人面像を立体化したもので、ピンク・フロイドとそのアートワークをテーマとした展覧会"PINK FLOYD INTERSTELLAR EXHIBITION"の展示作品であった。展覧会は、フランスはパリ19区のラ・ヴィレット公園にあるシテ・ドゥ・ラ・ミュージックで開催された。

ピンク・フロイドは1993年秋頃に再始動し、1994年に『対/TSUI（The Division Bell）』を発表。収録曲「孤立（Marooned）」はグラミー賞ベスト・ロック・インストゥルメンタル部門を受賞。そして再び大規模なコンサート・ツアーに出る。全112公演で、ツアーの総費用は2億ドルに及んだ。このツアーでは『狂気』組曲を1975年以来19年ぶりに演奏し、このライブの模様を収めた『P.U.L.S.E』もリリースしたが再び沈黙に入る。
ピンク・フロイド側とロジャー・ウォーターズ側は決定的に対立し、インタビューでウォーターズとギルモアが互いを非難しあうことが多かった。しかし1990年代末より、両者の間の距離は少しずつではあるが縮まり始めていった。
2000年になって、1979年発表の『ザ・ウォール』に伴うツアーの模様を収録したライブ・アルバム『ザ・ウォール・ライヴ:アールズ・コート1980-1981（Is Anybody Out There? The Wall Live 1980-81）』を発売。
2001年にはベスト・アルバム『エコーズ〜啓示（Echoes: The Best of Pink Floyd）』をリリース。ウォーターズを含めた4人で選曲が行われ、ピンク・フロイドにとって初と言ってもいいベスト盤となった。全英・全米ともに2位を記録し、相変わらずの人気を示した。メンバーの和解による再結成の期待が高まったが、再びバンドとしての活動が無い時期が続く。
2003年、長年ピンク・フロイドのマネージャーを務めたスティーヴ・オラークが死亡。ウエスト・サセックスのチチェスター大聖堂で行われた葬儀の際、ギルモア、メイスン、ライトが「デブでよろよろの太陽（Fat Old Sun）」と「虚空のスキャット（The Great Gig in the Sky）」の2曲を演奏する。

### リユニオン（2005年 - 2012年）

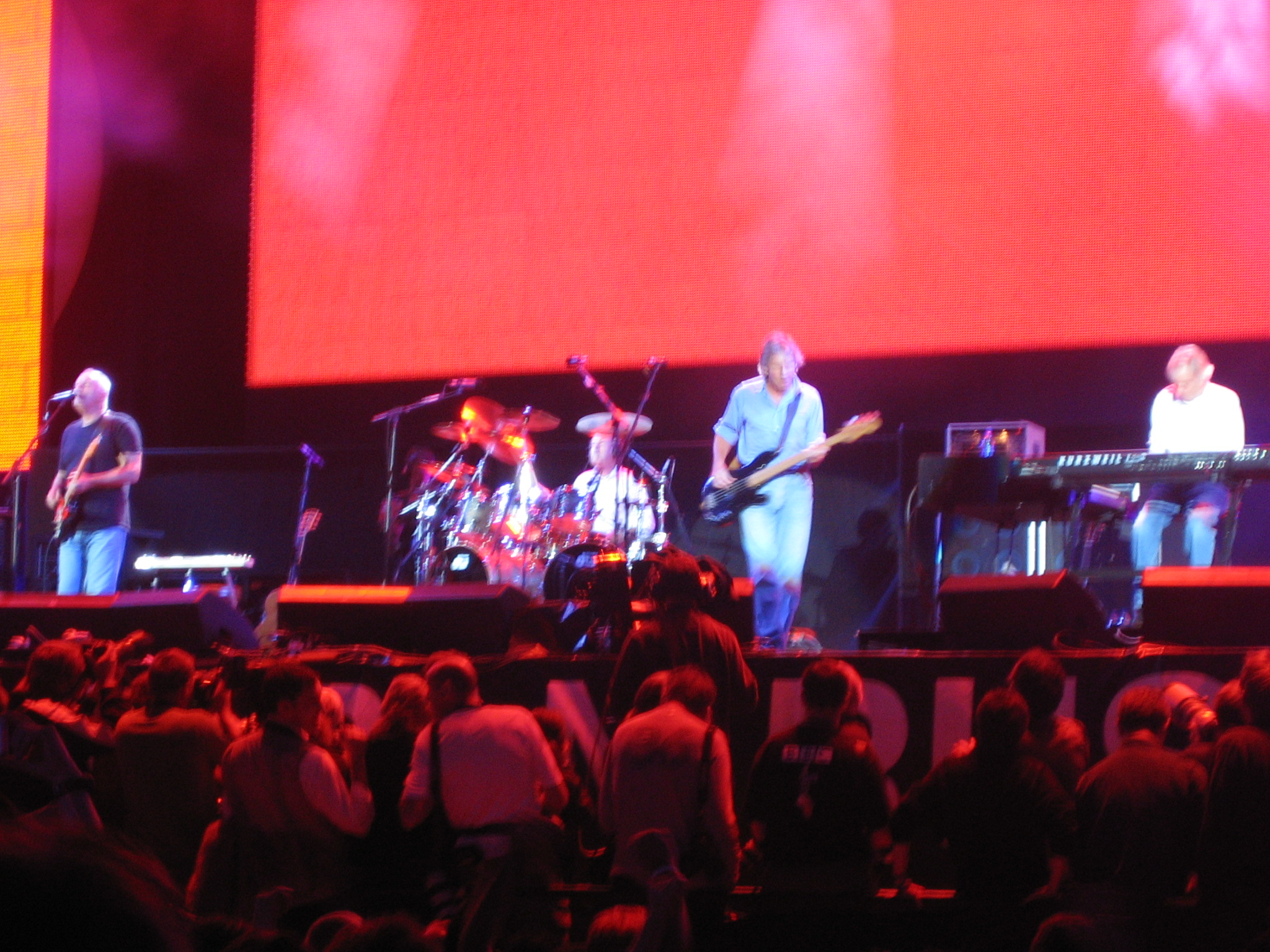
「LIVE 8」再結成ロンドン公演 (2005年7月)

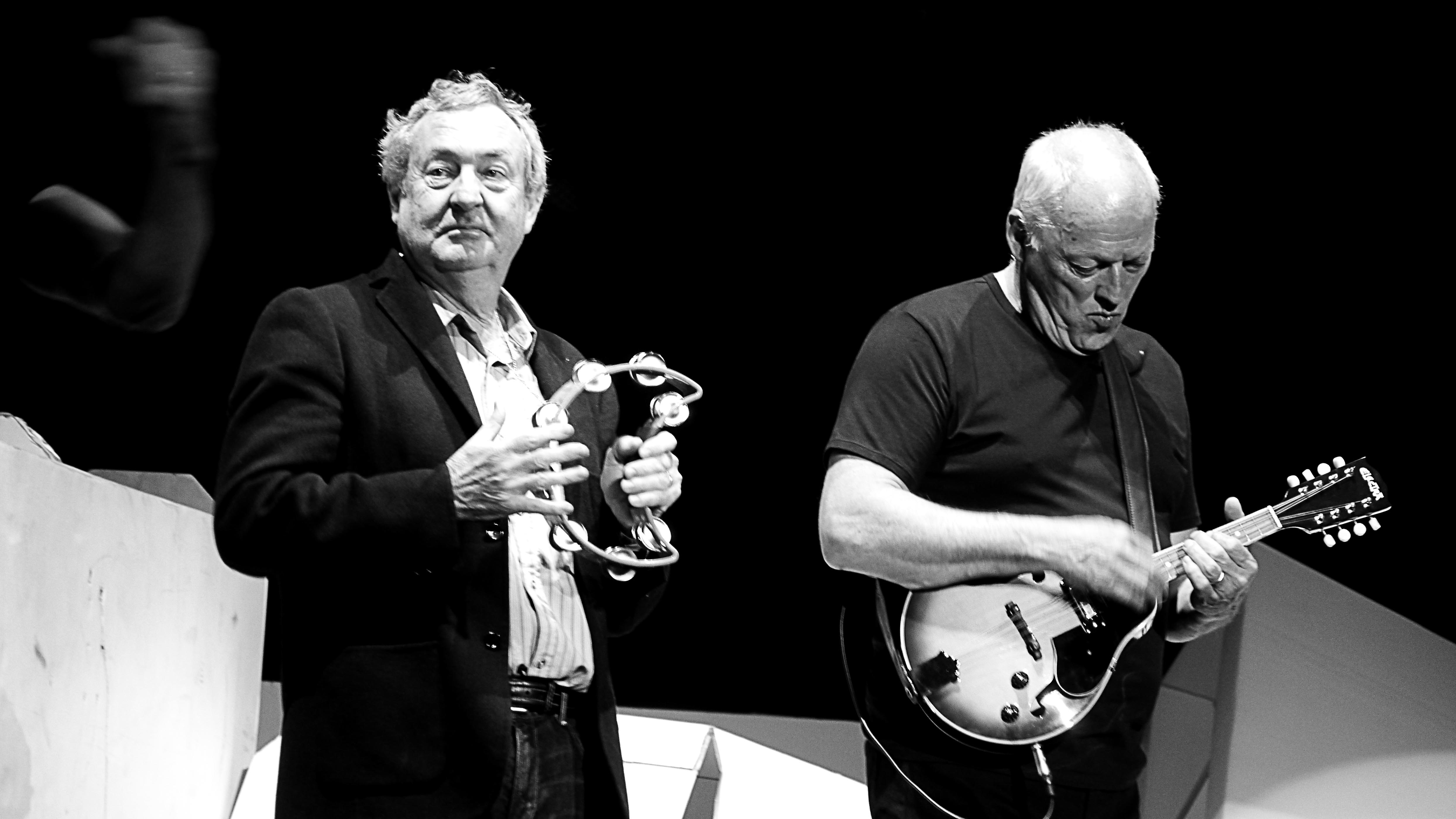
ニック・メイスン(左) デイヴ・ギルモア(右) 2011年5月ロンドン・O2アリーナにて

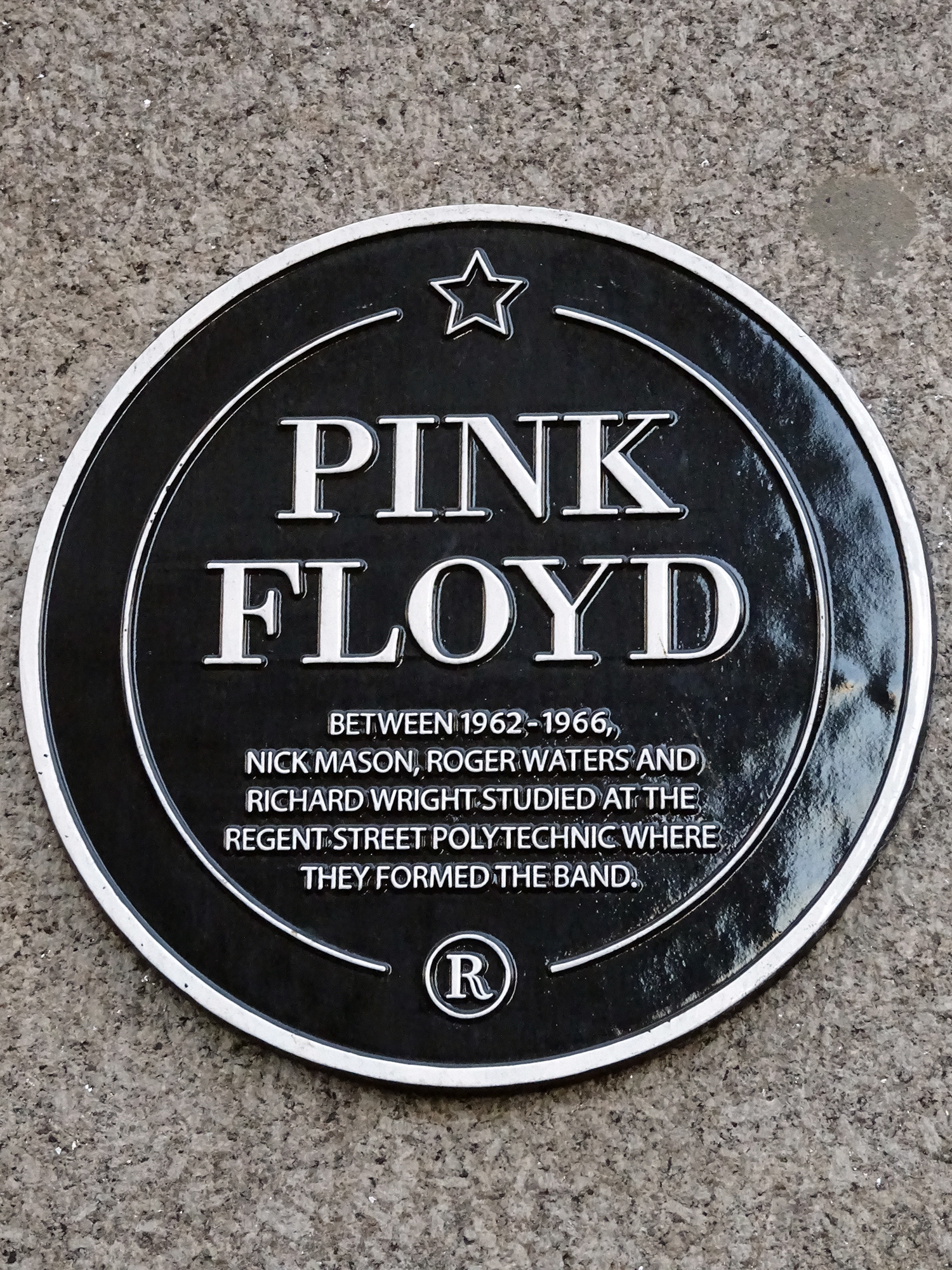
ロンドンに設置された碑標（2015年）

2005年7月2日に行われたアフリカ貧困撲滅チャリティーイベント「LIVE 8」において、ウォーターズを含めた4人によるラインナップで再結成を果たし、復活ライブを披露すると、同イベントに参加したミュージシャンのなかでも屈指の反響を得た。この一時的な再結成の後には1億ポンド（約200億円）で全米ツアーを行わないかというオファーもあったが、ギルモアがこれを断ったことにより、実現しなかった。
同年10月20日、「イギリスの音楽の殿堂（UK Music Hall of Fame）」の第2回が発表され、ピンク・フロイドが、ザ・フー、ザ・キンクス、ニュー・オーダーとともに受賞したことが発表された。ロンドンのアレクサンドラ・パレスで11月16日に執り行われた授賞式にはギルモアとメイスンが参加し、ウォーターズは滞在先のローマから衛星中継で参加するも、ライトは目の手術のために参加できなかった。
2006年7月7日、かつてのリーダーであったシド・バレットが死去する。メンバーからは追悼のコメントが寄せられた。バレット死去に際して再結成の噂も聞かれたが、こちらも実現しなかった。
同年、ギルモアの新作発売に伴うソロ・ツアーにライトが参加した。また、ウォーターズのツアーにメイスンが数回参加した。5月31日には、ギルモアのロンドン公演にメイスンがゲスト出演した。この時、ギルモアからウォーターズにもゲスト参加の要請があったが、ウォーターズは自身のツアー・リハーサルに専念するとの理由で参加しなかった。
同じく2006年、『P.U.L.S.E』のDVD化（『驚異』という邦題が付けられた）に伴い、ギルモア、ライト、メイスンの3人が揃って発売記念イベントに参加した。
2007年5月4日、ロンドンのアビー・ロード・スタジオで行われたストーム・ソーガソンの本の出版記念パーティーにギルモア、ライト、メイソンの3人が駆けつける。
同年5月10日、「アーノルド・レーン（Arnold Layne）」のプロデューサーを務めたジョー・ボイド主催のシド・バレット追悼コンサート“Madcaps Last Laugh”がロンドンで行われる。クリッシー・ハインド、ロビン・ヒッチコック、ジョン・ポール・ジョーンズらと共にウォーターズ、ギルモア、ライト、メイスンが出演する。ウォーターズはショー前半のトリでジョン・カーリンを伴い「フリッカーリング・フレイム（Flickering Flame）」を演奏。後半のトリにギルモア、ライト、メイスンの3人がカーリン、オアシスのベーシストのアンディ・ベルを伴い「アーノルド・レーン」を演奏する。最後に出演者全員で「バイク（Bike）」を演奏したがウォーターズは現れず、4人の共演は実現しなかった。
2008年8月26日、ポーラー音楽賞を受賞する。スウェーデンのストックホルムで行われた授賞式にウォーターズ、メイソンの2人が参加。2人はカール16世グスタフ国王から盾と花束を渡され、賞金100万クローナが贈られた。メイソンは、賞金について「メンバー間で分けて、それぞれ寄付する」とコメント。
同年9月15日、リチャード・ライトが65歳で死去。9月19日付タイムズによるとライトは2007年12月に癌と診断されていた。
2010年7月、チャリティー・イベントでウォーターズとギルモアが共演。さらに、チャリティー・イベントでの再結成も予定されていたが、会場の問題でキャンセルされたと報じられた。
2011年5月12日、ロンドンのO2アリーナでのウォーターズのツアー「The Wall Live」のステージにギルモアとメイソンが出演し、久々に3人揃っての演奏が実現した。
同年5月20日、ピンク・フロイドと契約を更新したEMIが「Why Pink Floyd…?」と題された世界的なリリース・キャンペーンを行うと発表。9月28日のリリースを皮切りに、3回に分けた大々的なリリースを展開する。各アルバムのリマスター盤、ボックスセット、ベスト・アルバム、コレクターズボックスなどの様々な形態で発売される。

### バンドの終焉（2013年 - ）
2014年7月7日、スタジオ録音としては「20年ぶりとなるアルバムを秋に発表する」とバンドのオフィシャル・サイトで公式発表し、同11月7日にアルバム『永遠/TOWA（The Endless River）』をリリースした。これは、亡くなったリチャード・ライトを追悼した作品であり、生前に録音しながらもお蔵入りしていた未発表音源でもあった。ギルモアは「これがピンク・フロイドのラストアルバムになる」と明言する。
2015年8月、ギルモアはウォーターズを含む再結成を改めて否定し、「ピンク・フロイドは自然消滅した。リック・ライトなしでは、ピンク・フロイドの看板で演奏することはない」と、バンドの終結を示唆した。ウォーターズも「正しい判断」とギルモアの意向を支持している。
2016年10月、オフィシャル・フェイスブックに「ピンク・フロイドは、女性ガザ自由船団を支援するために再び団結します」というタイトルで投稿。一部のメディアは再結成と解釈して誤報された。
2018年、メイスンがガイ・プラットらと、ピンク・フロイドの初期の楽曲をライブ演奏するというコンセプトのトリビュートバンド「ソーサーフル・オブ・シークレッツ」を結成し活動。ウォーターズとギルモアもソロのライブでは、ピンク・フロイドの楽曲を演奏し続けている。
2022年4月8日、ロシアのウクライナ侵攻により被害を受けた人々の人道支援のため、2014年の「ラウダー・ザン・ワーズ〜終曲（Louder than Words）」以来8年ぶりのシングル「HEY HEY RISE UP」を発表した。ウクライナのバンド「ブームボックス」のボーカリスト、アンドリーイ・クリヴニュークが2月27日にInstagramに投稿した映像から、クリヴニュークが歌った「ああ、草原の赤きガマズミよ（Oi u luzi chervona kalyna）」の声が使用されている。演奏者はギルモア、メイスン、ガイ・プラット（ベース）、ニティン・ソーニー（キーボード）の4人。ミュージック・ビデオも同日、配信された。ビデオの監督はマット・ホワイトクロスが務めた。

## エピソード

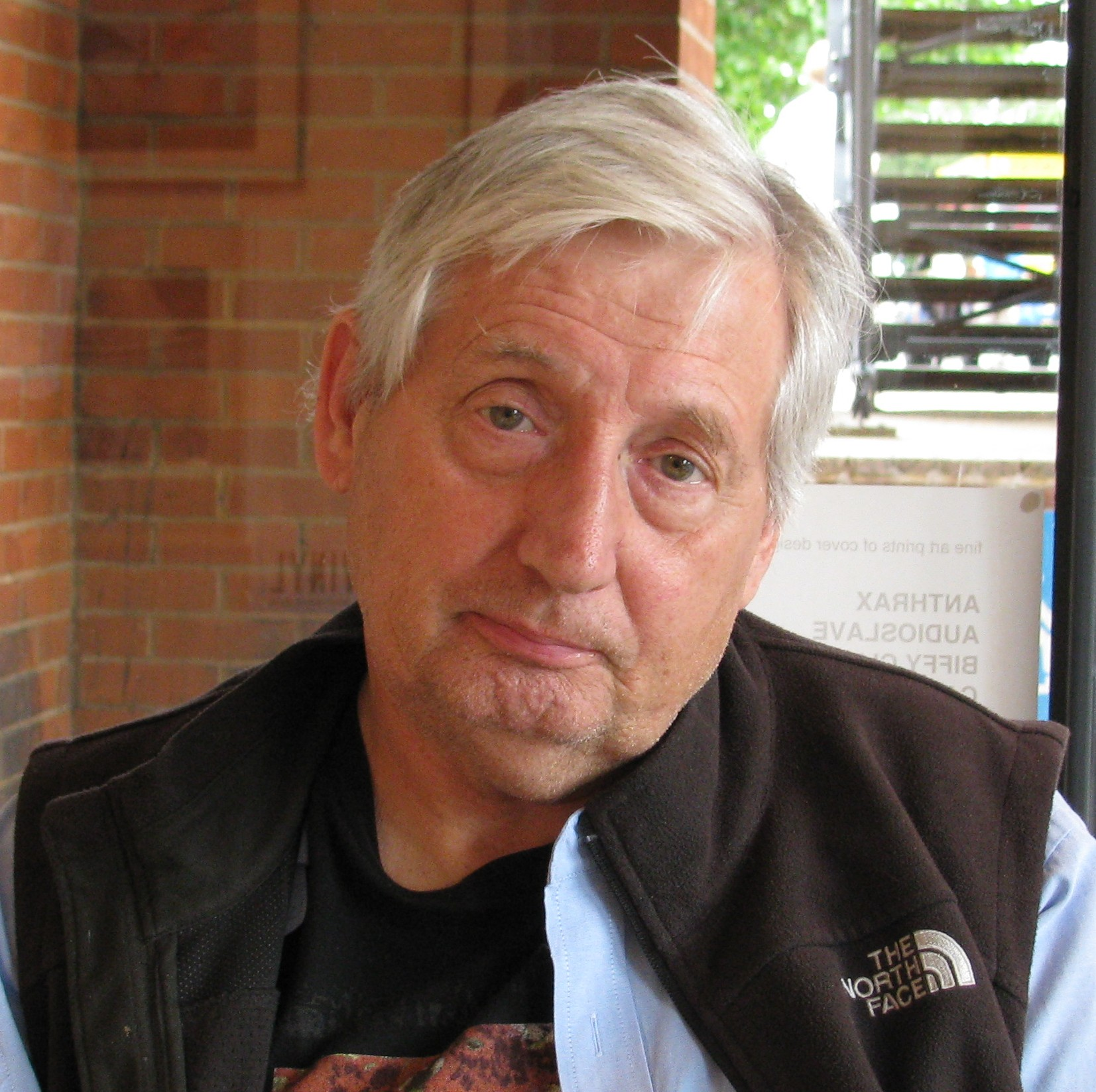
ストーム・ソーガソン (2010年)

- ピンク・フロイドほか数多くのアーティストのアルバム・ジャケットを手掛けているデザイン・チーム「ヒプノシス」のリーダーであるストーム・ソーガソンは、ウォーターズとバレットの高校時代からの仲間である。
- シド・バレットの後釜のギタリストとしてジェフ・ベックを加入させるという話があった。実際にジェフ・ベックにコンタクトが取られたが、折り合いが付かず、デヴィッド・ギルモアが加入することになった。選ばれた理由は「ウマが合ったから」とのこと[63]。
- 1971年の初来日の際には、箱根で開催された野外フェスティバル「箱根アフロディーテ」のトリとして登場し、日が暮れて霧が立ち込める中で幻想的なライヴを披露した。このライブは、現在でも伝説のひとつとして語り草になっている。また、楽器をチューニングする音をオリジナルの「前衛音楽」と勘違いした観客が歓声を送ったというエピソードがある。2021年、「箱根アフロディーテ」の映像の一部が発見され、日本で「原子心母（箱根アフロディーテ50周年記念盤）」として発売された[64]。
- ロジャー・ウォーターズ曰く、バンド内では常に「建築家のロジャーとニック」vs「音楽家のデイヴとリック」という構図になっていたらしい。
- ウォーターズの母親、メイスンの両親は共産党員であった。2人は大学時代に学生運動や反核運動に精を出したが、メイスン自身はそれほど左翼思想に傾倒することはなかった[65]。
- 初期の頃はシド・バレットのルックスなどもあり、ややアイドル的な扱いを受けていた。メンバー全員で肩を組んで歩く姿や、笑顔で踊っている模様を収めた映像や写真が残されている。ニック・メイスンは当時を振り返り「最悪だったよ」と述べている。
- 70年代末期にはパンクロックの台頭から、オールドウェーブとして揶揄されたプログレシブ・ロックであるが、現代社会への批判精神を有するロジャー・ウォーターズ時代のフロイドには支持者も多い。セックス・ピストルズ／パブリック・イメージ・リミテッドのジョン・ライドンはピンク・フロイドからライブに参加しないかと誘われていたことを明かしている。結局断ることになったが、現在でもピンク・フロイドとは共演してみたいと語っている[66]。

## ラインナップの変遷
第一期: 1967–1968 『夜明けの口笛吹き』
- シド・バレット Syd Barrett（ギター、ボーカル）
  - 1946年1月6日生まれ 2006年7月7日没 ケンブリッジ出身
- ロジャー・ウォーターズ Roger Waters（ベース、ボーカル）
  - 1943年9月6日生まれ ケンブリッジ出身
- リチャード・ライト Richard Wright（キーボード、ボーカル）
  - 1943年7月28日生まれ 2008年9月15日没 ロンドン出身
- ニック・メイスン Nick Mason（ドラムス、パーカッション）
  - 1944年1月27日生まれ バーミンガム出身

第二期: 1968 『神秘』
- シド・バレット
- ロジャー・ウォーターズ
- リチャード・ライト
- ニック・メイスン
- デヴィッド・ギルモア David Gilmour（ギター、ボーカル）
  - 1946年3月6日生まれ ケンブリッジ出身

第三期: 1968–1979 『モア』〜『ザ・ウォール』
- ロジャー・ウォーターズ
- リチャード・ライト
- ニック・メイスン
- デヴィッド・ギルモア

第四期: 1980–1985 『ファイナル・カット』
- ロジャー・ウォーターズ
- ニック・メイスン
- デヴィッド・ギルモア

※リチャード・ライトはロジャー・ウォーターズに首を宣告されたのであるが、サポート・メンバーとして「ザ・ウォール・ツアー」に参加している。
第五期: 1986–1987 『鬱』
- ニック・メイスン
- デヴィッド・ギルモア

※リチャード・ライトはゲスト・ミュージシャンとしてアルバム『鬱』に参加（契約上の都合により正式メンバーとしてクレジット出来なかったためで、実質的には復帰を果たしていた）。ただし、後にギルモア自身が明かしたところによると、『鬱』は実質的にはギルモアのソロアルバムに近く、メイスン、ライトはほとんど関わっていないと言う。
第六期: 1987–2008 『光』〜『PULSE』
- リチャード・ライト
- ニック・メイスン
- デヴィッド・ギルモア

第七期: 2008– 『永遠/TOWA』
- ニック・メイスン
- デヴィッド・ギルモア

※リチャード・ライトが他界。メイスンとギルモアは、ライトへの追悼アルバム『永遠/TOWA』を制作。ピンク・フロイド最後のスタジオ作品となる。
再結成: 2005『LIVE 8』
- ロジャー・ウォーターズ
- リチャード・ライト
- ニック・メイスン
- デヴィッド・ギルモア

※チャリティーライブ『LIVE 8』出演のみ限定で再結成を果たす。

## ディスコグラフィ

### スタジオ・アルバム
- 『夜明けの口笛吹き』 - The Piper At The Gates Of Dawn (1967年)
- 『神秘』 - A Saucerful Of Secrets (1968年)
- 『モア』 - More (1969年)　サウンドトラック
- 『ウマグマ』 - Ummagumma (1969年)　1枚目ライブ、2枚目スタジオ盤
- 『原子心母』 - Atom Heart Mother (1970年)
- 『おせっかい』 - Meddle (1971年)
- 『雲の影』 - Obscured By Clouds (1972年)　サウンドトラック
- 『狂気』 - The Dark Side Of The Moon (1973年)
- 『炎〜あなたがここにいてほしい』 - Wish You Were Here (1975年)
- 『アニマルズ』 - Animals (1977年)
- 『ザ・ウォール』 - The Wall (1979年)
- 『ファイナル・カット』 - The Final Cut (1983年)
- 『鬱』 - A Momentary Lapse Of Reason (1987年)
- 『対/TSUI』 - The Division Bell (1994年)
- 『永遠/TOWA』 - The Endless River (2014年)

## 来日公演

### 単独公演
- Atom Heart Mother World Tour（1971年）
  - 8月9日 大阪 フェスティバルホール
- Dark Side of the Moon Tour（1972年）
  - 3月06日・7日 東京 東京体育館
  - 3月08日・9日 大阪 フェスティバルホール
  - 3月10日 京都 京都府立体育館
  - 3月13日 札幌 中島スポーツセンター
- A Momentary Lapse of Reason Tour（1988年）
  - 3月02日・3日 東京 日本武道館
  - 3月04日・5日・6日 東京 代々木第一体育館
  - 3月08日・9日 大阪 大阪城ホール
  - 3月11日 名古屋 レインボーホール

### フェス
- 箱根アフロディーテ（1971年）
  - 8月6日・7日 箱根 成蹊学園乗風台

## 著書
- Nick Mason "Inside Out: A Personal History of Pink Floyd"（en）

ニック・メイスンの自叙伝（個人的回顧録）『インサイドアウト』は、2004年9月30日（※あるいは10月7日）、ロンドンに本社を置くオリオン出版グループ（Orion Publishing Group）傘下のワイデンフェルト&ニコルソン社（Weidenfeld & Nicolson）から刊行された。カバーデザインはヒプノシスのストーム・ソーガソンが手掛けている。
- （出典に使用している）イギリス刊行ペーパーバック版：Mason, Nick (2005) [07 October 2004]. Dodd, Philip; Thorgerson, Storm Elvin (illustrated). eds (English). Inside Out: A Personal History of Pink Floyd (Paperback ed.). London: Phoenix Books.

OCLC 871812814, ISBN 0-7538-1906-6, ISBN 978-0-7538-1906-7.